# Мрачные небеса
«Мрачные небеса» (англ. Dark Skies) — кинофильм режиссёра и сценариста Скотта Стюарта, вышедший в мировой и российский прокат 21 февраля 2013 года.

## Сюжет
Семья Барретт состоит из отца Дэниела (Джош Хэмилтон), матери Лейси (Кери Расселл), старшего сына Джесси (Дакота Гойо) и младшего сына Сэмми (Кэйдан Рокетт).
Лейси просыпается ночью и прежде, чем отправиться на кухню, проверяет своих детей. На кухне она обнаруживает, что дверца холодильника открыта, а продукты разбросаны по кухне. На следующий день Лейси и Дэниел считают, что это залезли животные, хотя мясо осталось нетронутым.
Дэниел идет на собеседование, но проваливает его. Он получает по почте уведомление о просроченном платеже по кредиту. Ночью Лейси вновь обнаруживает полный разгром, а также замечает странный знак на потолке. Лейси и Дэниел обращают внимание на то, что все семейные фотографии исчезли.
Странные события поразительно часты и опасны. В то время, как Сэмми играл в футбол с другими детьми, он обмачивается, смотрит в небо и издаёт оглушительный крик. В дом врезаются сотни птиц. Ночью Лейси разбудил голос Сэмми. Когда она идет, чтобы проверить его, она видит чужую ужасающую фигуру, стоящую над его кроватью.
Учёный-исследователь, которая занимается птицами, влетевшими в дом, звонит Лейси и говорит ей, что в дом влетели птицы из трёх различных стай с разных направлений. Лейси начинает поиск ответов в интернете и находит статьи о НЛО наряду с рисунками детей, которые очень похожи на те, что недавно нарисовал Сэмми.
Сэмми идет в бассейн с другом, но отказывается купаться. Шелли (Энни Турман) пытается снять его рубашку и обнаруживает странные синяки на всей его груди. Позже Джесси и его друг Кевин Ратнер (Эл Джей Бенет) пошли в лес, где Кевин стреляет в Джесси из бластера. Джесси застывает стоя, опрокинув голову назад. Его доставляют в больницу, где врачи информируют Лейси и Дэниела, что Джесси покрыт странными символами, которые, должно быть, заклеймили на его теле.
В ту ночь Дэниелу снится, что он идет наверх и видит спящего Сэмми. Когда он пытается разбудить его, Сэмми садится, но вместо его глаз — черные пятна. Дэниел просыпается от этого сна в холодном поту, встает и просматривает записи камеры видеонаблюдения кадр за кадром, пока не видит три тёмные фигуры, стоящие над кроватями каждого члена семьи. Напуганные родители обращаются за помощью к специалисту Эдвину Полларду (Джей Кей Симмонс), который называет существ Серыми. Эдвин предупреждает Бареттов, что они должны быть защитой для ребёнка, который стал «избранным», работать вместе, чтобы спасти его, в надежде, что инопланетяне переключатся на другую семью.
Дэниел покупает ружье и заколачивает все окна и двери, а Лейси покупает агрессивную сторожевую собаку. Семья проводит День независимости в своем доме. Во время просмотра фейерверка на экране телевизора передача сменяется помехами, все огни начинают мигать, а собака начинает яростно лаять на заколоченные двери.
Лэйси оказывается в ловушке. Дэниел стреляет в яркий свет в надежде попасть в одного из Серых. Затем он проходит наверх и поручает Джесси и Сэмми идти в спальню. Телевизор начинает вновь мигать, Серые уже в комнате. Тем временем в ловушку попадает Джесси. Ему кажется, что его мать мертва, а отец покончил жизнь самоубийством, но видя Сэмми, он гонится за ним. Но это были лишь иллюзии. Дэниел, Лейси и Сэмми были живы и стояли все вместе, глядя на Джесси в недоумении. Серые появляются перед Джесси и похищают его.
Три месяца спустя Лейси и Дэниел стали подозреваемыми в исчезновении Джесси и переехали в квартиру. Лейси перебирает старые вещи и находит фотографии, на которых Джесси — ребёнок, находит его детский рисунок, подобный тому, что нарисовал Сэмми. Она вспоминает, что Джесси болел в течение долгого времени, когда был ребёнком. Она поняла, что именно Джесси был под угрозой, а не Сэмми.

## В ролях
| Актёр          | Роль           |
| -------------- | -------------- |
| Кери Расселл   | Люси Барретт   |
| Джош Хэмилтон  | Дэниел Барретт |
| Дакота Гойо    | Джесси Барретт |
| Кэйдан Рокетт  | Сэм Барретт    |
| Дж. К. Симмонс | Эдвин Поллард  |
| Энни Турман    | Шелли Джессоп  |

## Критика
Фильм получил неоднозначные отзывы кинокритиков. Агрегатор рецензий Rotten Tomatoes дает фильму рейтинг 41%, основанный на отзывах 94 критиков. Критический консенсус сайта гласит: «Скотт Стюарт собрал солидный актерский состав, интересную предпосылку и некоторые замечательные амбиции, но он не может придумать, что делать ни с одним из них. В результате получится скучная, бестолковая работа, которая утомит всех, кроме самых преданных любителей ужасов». На сайте Metacritic на основе 13 обзоров фильм имеет рейтинг 48 %.
Майкл О’Салливан из The Washington Post выставил фильму Стюарта 2 звезды из 4 возможных. В статье для The New York Times Эндрю Уэбстер отмечает, что создатели картины «сработали с непревзойдённой ловкостью». Сайт Netflix Right Now поставил «Мрачные небеса» на 3 место в списке «50 лучших фильмов ужасов».